# Recreo AM (Chile)
Radio Recreo es una estación radial chilena, que inició sus transmisiones el 10 de octubre de 1952 en la calle Unión, en el Barrio de Recreo, en la ciudad de Viña del Mar, región de Valparaíso, Chile, allí viene el nombre de la emisora. Inicialmente transmitió en la banda de AM con la señal CB-84 en 840 kHz; luego pasó a CB-108 en 1080 kHz. Posteriormente, cambió su señal a CB-111 en 1110 kHz. Su antecesora fue CB-64 Radio Unión de Recreo AM fundada en la década del '30. Ahora lo hace vía internet por su señal On Line.

## Historia
Desde mediados de la década del '60 y hasta fines de la década del '70, fue una emisora referente en cuanto a música juvenil en la zona del Gran Valparaíso. Muy recordados son los programas nocturnos de Julián García-Reyes (Para los que están sólos o se sienten sólos) o el programa dominical Algo para recordar, animado por Mario Herrera y libreteado por Orlando Walter Muñoz (con música escogida por la legendaria discotecaria Josefina "Chepa" Cabello). En los '60, fue muy escuchado el programa de concursos que tenía Germán Llona en las tardes, entre las 17:00 y 19:00 horas.
Cuando Enrique Godoy Donoso no pudo mantener en funcionamiento la radio, la vendió y además cambió de frecuencia a CB-110 en 1100 kHz, pasando a ser parte del Grupo UDB en 1988, con programación bastante parecida a la de Radio Cien de Santiago.
La emisora radial aparte de transmitir en el dial 1110 kHz, lo hizo también en el 93.7 FM con la señal distintiva XQB-11, para posteriormente pasar al 94.1 FM. En FM, su voz connotada era Eleodoro "Lolo" Achondo -que además fue también voz institucional de CB-63 Radio Fundación en los años '70-. Su melodía característica -para iniciar y cerrar transmisiones- era Baby, Now That I've Found You interpretada por Ronnie Aldrich (disco grabado en Phase-4 Stereo). La señal FM pasó a manos de Julián García-Reyes Anguita y pasó a ser la filial de Viña del Mar de Radio Concierto, y en la actualidad, el 94.1 FM de Viña del Mar, transmite ADN Radio Chile.
En 1988, Radio Recreo pasa a manos del Grupo Radial Uros Domic Bezic, circuito radial que reunía a las radios Sintonía FM y Cien.
En 1996, Radio Recreo despide a todos sus locutores y saca a todos sus programas de la señal, para pasar a ser repetidora de Nina FM en el Área Metropolitana Porteña, ambas emisoras eran conectadas por enlace telefónico.
En 1999, Radio Recreo fue reabierta como señal local hasta el 31 de diciembre de 2001, cuando la Corporación Evangélica BBN Radio adquiere el dial 1100 kHz de Valparaíso y Viña del Mar y el dial 1000 kHz de Radio Cien de Santiago.
En 2014, un joven emprendedor de la Región de Valparaíso, Juan Carlos Griffiths, logró recuperar la radio vía online el 3 de junio de dicho año, posicionandola nuevamente con música de los 70's, 80's y 90's, que hasta el día de hoy se mantiene en funcionamiento físicamente con estudios en Viña del Mar. A pesar de las dificultades con las que se encuentran las radios en el formato de internet, se puede escuchar en https://www.radiorecreo.cl, en esta etapa han pasado distintos locutores por sus estudios, como por ejemplo Patricio Frez, José "Pepe" Mora, Enrique Alcarraz, Claudio Alvarado Ibaceta y el mismo Juan Carlos Griffiths, entre otros y su programación destaca en la entretención.